# Filioque
Filioque (lat. „i Sina“) dio je kršćanskog vjerovanja poznatog kao Nicejsko-carigradsko vjerovanje, u obliku kako se ono izgovara u Rimokatoličkoj Crkvi.
Ovaj dio Vjerovanja izvor je brojnih rasprava i neslaganja u odnosima između Katoličke Crkve i pravoslavlja. Dok se u pravoslavnoj tradiciji ovaj dio Vjerovanja recitira u obliku: „Vjerujemo u Duha Svetoga... koji izlazi od Oca“ ( izvorni tekst na WikIzvoru: Nicejsko-carigradsko vjerovanje (izvorno)), u rimokatoličkoj tradiciji on glasi: „I u Duha Svetoga... koji izlazi od Oca i Sina (Filioque)“ ( izvorni tekst na WikIzvoru: Nicejsko-carigradsko vjerovanje).

## O Duhu Svetom u Vjerovanju
Slijedeći tekst Evanđelja po Ivanu (Iv 15,26), Prvi carigradski sabor (381.) dopunio je tadašnje Nicejsko vjerovanje ( izvorni tekst na WikIzvoru: Nicejsko vjerovanje) izjavom da Duh Sveti „proizlazi od Oca.“ Takvo dopunjeno vjerovanje službeno je prihvaćeno na Kalcedonskom saboru (451.).
Kršćani od najranijih vremena ispovijedaju vjeru u Presveto Trojstvo Oca, Sina i Duha Svetoga, te vjeruju da Sin i Duh Sveti svoje vječno izvorište imaju u Ocu: Sin je rođen od Oca „prije svih vjekova“, a Duh Sveti „izlazi od Oca.“
U nekim dijelovima Novog zavjeta spominje se da Otac šalje Duha po Sinu (Djela apostolska 2,33; Poslanica Titu 3,6). Usto, kasnija teološka misao crkvenih otaca razvila je govor o istobitnosti triju osoba božanskog Trojstva koje ipak imaju zajedničku volju i zajedničko djelovanje u odnosu na van. Takve istine prihvaćene u kršćanstvu nisu našle svoje mjesto u vjerovanju.

### Uvođenje dodatkaFilioque
Prvo svjedočanstvo o uvođenju spominjanja izlaženja Duha i od Sina daje pokrajinski crkveni sabor u Perziji iz 410. godine, što ga je održala Asirska Crkva Istoka, te nije riječ o isključivo zapadnoj inovaciji.
Na Zapadu, sv. Augustin, slijedeći nauk Tertulijana i sv. Ambrozija, govori da Duh izlazi od Oca i Sina, premda nijednom od njih nije podređen. Njegova teologija dominirala je kršćanskim naukom na Zapadu kroz cijeli rani Srednji vijek, pa tako i teologija Trojstva. Dok je ovakvo gledanje dobivalo sve više maha na latinskom Zapadu, u istočnoj Crkvi grčkog jezika ono je bilo gotovo sasvim nepoznato.
Prvo službeno uvođenje izraza Filioque u Vjerovanje na Zapadu dogodilo se 447. na pokrajinskom crkvenom saboru u Toledu u Španjolskoj. Izraz se nalazio u pismu što ga je papa Lav I. uputio sudionicima sabora, odgovarajući na hereze s kojima su se suočavali. U prvom redu ovim se izrazom trebalo suprotstaviti arijanskom krivovjerju koje je prevladavalo mađu germanskim narodima. Na trećem saboru u Toledu 589., Vizigoti koji su tada ondje vladali, podlažu se Katoličkoj Crkvi i prihvaćaju Vjerovanje s dodatkom Filioque.

### Franci iFilioque
Nakon što su ga prihvatili Vizigoti, ovaj dodatak prihvatili su kao dio Vjerovanja i Franci, koji su pod vlašću Pipina Malog i Karla Velikog zauzeli dominantnu ulogu na Zapadu, osobito po Karlovoj krunidbi za cara 800. godine.
Na Zapadu se tada držalo da je Filioque integralni dio Vjerovanja, te da su ga istočne crkve greškom ispustile u jeku ikonoboračkih sukoba. Franačka dominacija dovela je do toga da ovaj dodatak bude prihvaćen i u Rimu, što se dogodilo nakon godine 1000.

## Razlike Istoka i Zapada

### Sukob oko Focija
Bizantski car Mihael III. Pijanica zbacio je 858. carigradskog patrijarha Ignacija I., a na njegovo mjesto postavio učenog laika Focija. Car i novi patrijarh tražili su od pape Nikole I. da se uključi u njihov sukob sa svrgnutim Ignacijem, a papini izaslanici sudjeluju u sinodu koji je 861. i službeno uklonio Ignacija iz službe.
Ipak, papa pruža podršku Ignaciju kao zakonitom patrijarhu. U to vrijeme zaoštrava se i sukob između Carigrada i Rima oko crkvene jurisdikcije nad Ilirijom. 867. Focije odbacuje papine odluke, te optužuje Zapad da si uzima previše ovlasti čemu kao dokaz služi uvođenje dodatka Filioque u Vjerovanje. Ostali istočni patrijarsi (aleksandrijski, antiohijski i jeruzalemski) podržavaju papu, a sinodi u Carigradu i Rimu vraćaju Ignacija u službu. Po njegovoj smrti 877. Focije ponovno postaje patrijarh, sve do 886., kad odlazi u progonstvo u Armeniju, gdje i umire.

### Daljnje zaoštravanje razlika
U 9. stoljeću papa Lav III. teološki je prihvaćao dodatak Filioque, ali ga je odbijao uključiti u tekst Vjerovanja, kako bi očuvao jedinstvo Crkve. Usto, u to se doba Vjerovanje u Rimu još nije recitiralo unutar obreda mise. Prigodom krunidbe Henrika II. 1014. godine, papa uključuje unutar mise i Vjerovanje s dodatkom Filioque.
1054. dolazi do Velikog raskola između istočne i zapadne Crkve, koji je imao više uzroka i povoda, no u temelju je bilo međusobno jezično i kulturalno nerazumijevanje.